# Governo Schröder I
Il primo governo Schröder è stato il diciannovesimo governo tedesco, in carica dal 27 ottobre 1998 al 17 ottobre 2002, per tutta la durata della 14ª legislatura del Bundestag.
Il governo, guidato dal cancelliere socialdemocratico Gerhard Schröder, era formato da una coalizione "rosso-verde", composta dal Partito Socialdemocratico e da Alleanza 90/I Verdi. Per la prima volta, i Verdi entravano in un governo federale.
La stessa alleanza del primo governo Schröder formerà il secondo governo Schröder dopo la vittoria di misura nelle elezioni federali del 2002.
La vittoria della sinistra alle elezioni federali del 1998 segnò la fine dei sedici anni di governo di Helmut Kohl, e l'arrivo di una nuova generazione politica che non aveva vissuto la seconda guerra mondiale.

## Situazione Parlamentare
| Camera    | Collocazione | Partiti                                 | Seggi     |
| --------- | ------------ | --------------------------------------- | --------- |
| Bundestag | Maggioranza  | SPD (298), I Verdi (47)                 | 345 / 669 |
| Bundestag | Opposizione  | CDU (198), CSU (47), FDP (43), PDS (36) | 324 / 669 |

## Composizione
SPD
     Alleanza 90/I Verdi
     Indipendenti
| Ministero                                              | Nome | Nome                                                            | Partito             |
| ------------------------------------------------------ | ---- | --------------------------------------------------------------- | ------------------- |
| Cancelliere federale                                   |      | Gerhard Schröder                                                | SPD                 |
| Affari Esteri, Vice-cancelliere                        |      | Joschka Fischer                                                 | Alleanza 90/I Verdi |
| Interni                                                |      | Otto Schily                                                     | SPD                 |
| Giustizia                                              |      | Herta Däubler-Gmelin                                            | SPD                 |
| Finanze                                                |      | Oskar Lafontaine fino all'11 marzo 1999                         | SPD                 |
| Finanze                                                |      | Interim di Werner Müller                                        | Indipendente        |
| Finanze                                                |      | Hans Eichel Dal 12/04/1999                                      | SPD                 |
| Economia e Tecnologia                                  |      | Werner Müller                                                   | Indipendente        |
| Alimentazione, agricoltura e foreste                   |      | Karl-Heinz Funke fino al 12/01/2001                             | SPD                 |
| Alimentazione, agricoltura e foreste                   |      | Renate Künast                                                   | Alleanza 90/I Verdi |
| Lavoro e solidarietà sociale                           |      | Walter Riester                                                  | SPD                 |
| Difesa                                                 |      | Rudolf Scharping fino al 19/07/2002                             | SPD                 |
| Difesa                                                 |      | Peter Struck                                                    | SPD                 |
| Famiglia                                               |      | Christine Bergmann                                              | SPD                 |
| Sanità                                                 |      | Andrea Fischer fino al 12/01/2001                               | Alleanza 90/I Verdi |
| Sanità                                                 |      | Ulla Schmidt                                                    | SPD                 |
| Trasporti ed infrastrutture                            |      | Franz Müntefering fino al 29/09/1999                            | SPD                 |
| Trasporti ed infrastrutture                            |      | Interim di Jürgen Trittin                                       | Alleanza 90/I Verdi |
| Trasporti ed infrastrutture                            |      | Reinhard Klimmt Dal 07/10/1999 au 16/11/2000                    | SPD                 |
| Trasporti ed infrastrutture                            |      | Kurt Bodewig Dal 20/11/2000                                     | SPD                 |
| Ambiente, Protezione della natura e sicurezza nucleare |      | Jürgen Trittin                                                  | Alleanza 90/I Verdi |
| Formazione                                             |      | Edelgard Bulmahn                                                | SPD                 |
| Cooperazione economica e sviluppo                      |      | Heidemarie Wieczorek-Zeul                                       | SPD                 |
| Senza portafoglio                                      |      | Bodo Hombach Capo della cancelleria federale fino al 31/07/1999 | SPD                 |